# Lakes (Cumbria)
Pour les articles homonymes, voir Lakes.
Lakes est une paroisse civile de Cumbria, située dans le nord-ouest de l'Angleterre.